# Joven, viuda y estanciera (película de 1941)
Joven viuda y estanciera  es una película de Argentina en blanco y negro dirigida por Luis Bayón Herrera según su propio guion sobre la obra homónima de Claudio Martínez Payva que se estrenó el 11 de junio de 1941 y que tuvo como protagonistas a Mecha Ortiz, Santiago Arrieta, Santiago Gómez Cou, Segundo Pomar y Pepita Muñoz. Contó con la colaboración de Carlos Schlieper en el encuadre.

## Sinopsis
El capataz de una estancia, que está enamorado de la dueña sin manifestárselo, intenta protegerla de unos estafadores.

## Reparto
- Mecha Ortiz...	Elena Ocampo
- Santiago Arrieta...	León
- Santiago Gómez Cou...	Luis
- Segundo Pomar...	Juan
- Pepita Muñoz...	Leocadia
- Lucy Galián...	Esther
- Pepito Petray...	Don Ponciano
- Enrique García Satur...	Eulogio
- Iris Portillo...	Lucila
- Antonio Maida...	Cantor
- Elda Dessel...	Invitada 2
- Mabel Urriola...	Mucama
- Armando Bo...	Invitado
- Billy Days...	Invitada 1
- Rodolfo Rocha...	Don Cosme
- Jovita Luna...	Palomita
- Héctor Torres
- Los Hermanos Abrodos
- Las Hermanas Toranzos
- Abel Fleury
- Las Porteñitas

## Comentarios
Calki la consideró una "rica versión de la comedia teatral" y señaló que "se lucen los decorados" y por su parte Roland opinó:

"Espectáculo que es un simple vuelco de los elementos teatrales dentro de un molde discretamente cinematográfico."